# Планинци (област Смолян)
 За другото българско село вижте Планинци (Област Габрово).  
Планинци е село в Южна България. То се намира в община Мадан, област Смолян.

## География
Село Планинци се намира в планински район в планината Родопи.